# Dům U Zlaté hvězdy (Litoměřice)
Dům U Zlaté hvězdy se nachází na rohu Jezuitské ulice a Mírového náměstí v Litoměřicích. Původně se jedná pozdně gotický dvoupatrový dům se dvěma poli podloubí, postavený v 1. polovině 16. století. Po požáru byl přestavěn v renezančním slohu a v 19. století prodělal klasicistní přestavbu.
Původní stavba je přisuzována žákům lounského stavitele Benedikta Rieda. Z té doby pochází vstupní hrotitý portál s přetínavými pruty, šroubkovanými patkami a dvěma kamennými portálky ve sklepení. V roce 1600, kdy dům vyhořel, byl v majetku měšťanské rodiny Šišků či Šimečků z Cejnova. Z renesanční úpravy v roce 1602 je zachována část vnitřních kleneb a z roku 1807–10 klasicistní schodiště s válcovými pilíři. Průčelí se znakem zlaté hvězdy bylo upravováno v roce 1935.
Poslední rekonstrukce byla dokončena včetně obnovení podloubí v roce 1993.